# Les Metamorfosis
|  | Aquest article tracta sobre literatura. Vegeu-ne altres significats a «Metamorfosi (desambiguació)». |

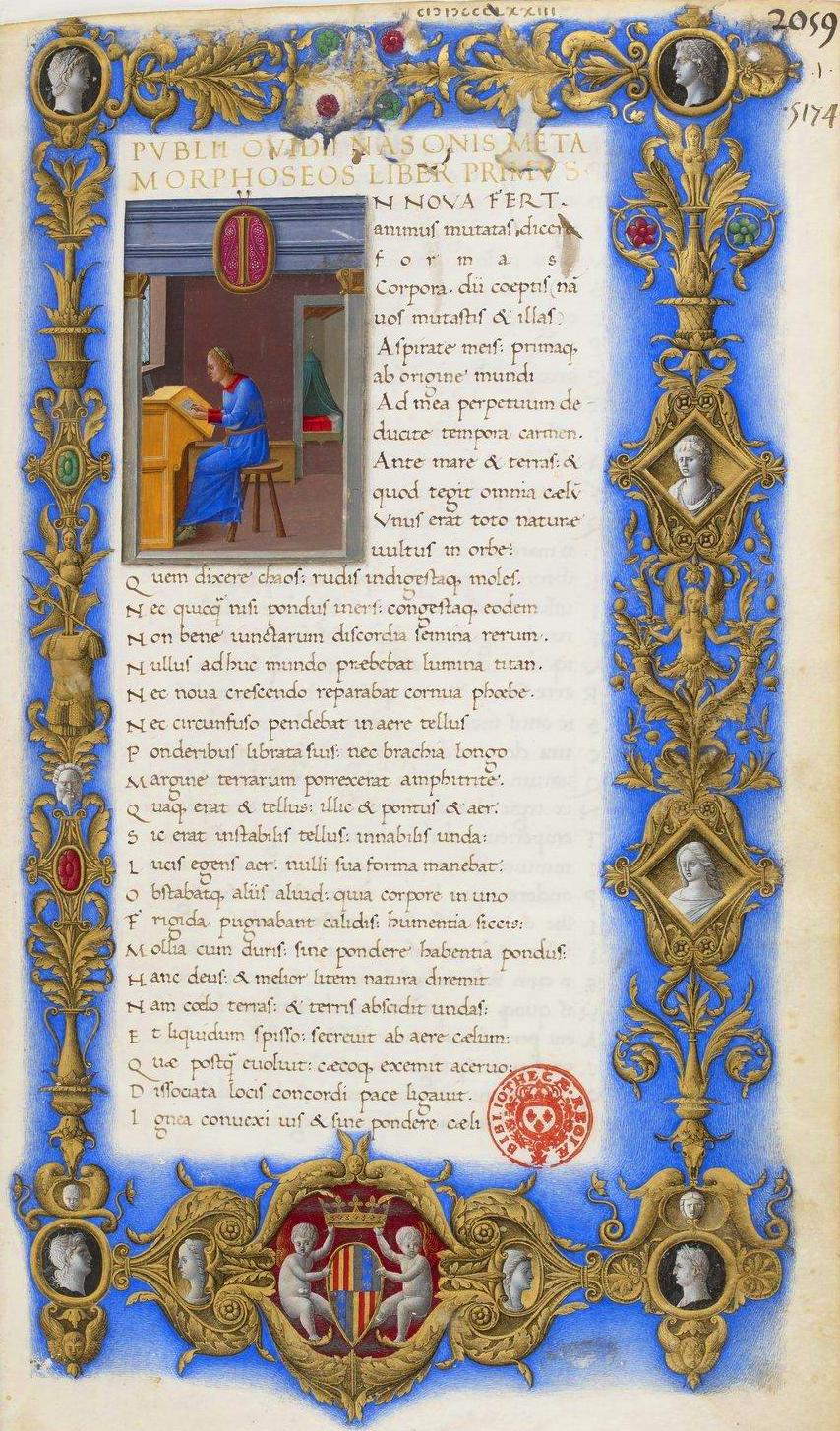
Primera pàgina d'un manuscrit en llatí fet per al cardenal Joan d'Aragó

Les Metamorfosis (en llatí original Metamorphoseon), del poeta romà Ovidi, és un poema narratiu en quinze llibres i que abasta prop de 12.000 hexàmetres que descriu la creació i la Història del món, fent servir com a fonts les tradicions mitològiques de Grècia i Roma. Probablement escrit entre els anys 2 i 8 dC, roman encara una de les obres de mitologia més populars, havent estat l'obra clàssica més coneguda en l'edat mitjana i la més influent en la tradició literària occidental, començant per la poesia medieval.

## Contingut
Seguint la tradició encetada per autors hel·lènics com ara Nicandre de Colofó o Parteni de Nicea, Ovidi se centra en els relats mitològics de transformacions o metamorfosis, uns 250, en els quals un humà o una deïtat menor es veu transformat en animal o planta. El poema comença amb les transformacions de la creació, el diluvi, i el déu Prometeu creant l'home amb la terra, i fineix amb la transformació de l'esperit de Juli Cèsar en un estel. El poeta va passant d'un mite de metamorfosi a un altre, tot sovint de forma aparentment arbitrària, saltant d'una història a l'altra i de vegades donant la seva pròpia versió de mites centrals de la tradició grega, a vegades perdent-se en la narració però sempre fent servir enginyosos recursos de passatge d'un a l'altre, el més freqüent dels quals és la concatenació de personatges. El sol element que dona un veritable seny d'unitat a l'obra és la temàtica.
L'obra és sovint anomenada una falsa èpica. Escrita en hexàmetres dactílics, la forma en què es feien els poemes èpics heroics i nacionalistes tan usual en la tradició més antiga, l'homèrica (Ilíada, Odissea) com a la mateixa era d'Ovidi (l'Eneida de Virgili). Comença doncs amb l'acostumada "invocació de la musa", i continua fent servir epítets i circumlocucions provinents de la tradició èpica, però en lloc de continuar a exaltar les gestes d'un heroi humà, va passant de relat en relat sense gaire necessitat de cohesió ni que segueixin una seqüència lògica, donant certa atenció als temes èpics dels grans fets heroics, la glòria nacional i el respecte dels costums religiosos, però que malgrat llur inclusió no hi són sinó per pura convenció. Tampoc posseeix un únic protagonista que sigui exaltat per l'autor.
En el seu lloc, el tema motor de les Metamorfosis, com ho és a la major part de les seves obres, és l'amor: bé l'amor personal o bé Amor, aspecte de Cupid, la personificació d'aquest sentiment. Tots els altres déus hi apareixen estupefactes, humiliats i ridiculitzats per Amor, un déu normalment considerat d'entre els menors del panteó que pot ser considerat el més pròxim de l'heroi d'aquesta falsa èpica. Apol·lo es posa particularment en ridícul quan Ovidi mostra com l'amor irracional pot confondre fins i tot el déu de la raó pura. Encara que poques històries individuals són veritablement sacrílegues, la totalitat de l'obra capgira l'ordre acceptat, elevant els homes i les seves passions mentre que pren els déus, els seus desigs i triomfs com a rodella de la seva crítica no mancada d'humor. L'amor contrariat pot transformar-se en venjança, per això algunes de les transformacions succeeixen per venjança divina o per escapar al càstig dels déus.

## Relats principals

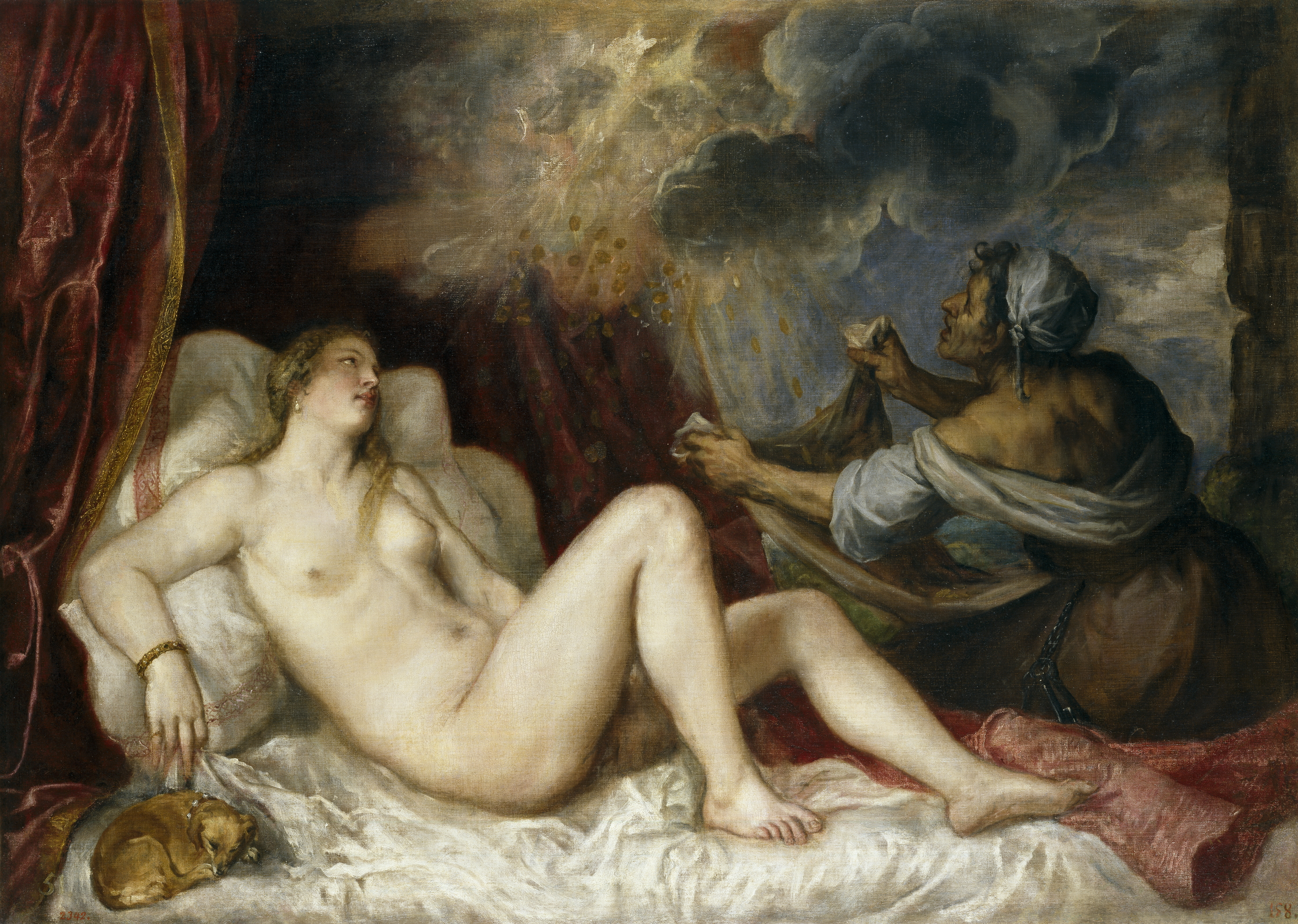
La Dànae de Ticià.

- Llibre I: Cosmogonia, Edats de l'Home, Gegants, Dafne, Ió;
- Llibre II: Faetó, Cal·listo, Júpiter i Europa;
- Llibre III: Cadme, Acteó, Eco i Penteu;
- Llibre IV: Píram i Tisbe, Perseu i Andròmeda.
- Llibre V: Fineu, el rapte de Prosèrpina;
- Llibre VI: Aracne, Níobe, Filomela i Procne;
- Llibre VII: Medea, Cèfal i Procris;
- Llibre VIII: Nisos i Escil·la, Ícar i Dèdal, Filemó i Baucis;
- Llibre IX: Hèracles, Biblis, Ifis;
- Llibre X: Eurídice, Jacint, Pigmalió, Adonis, Atalanta, Ciparís;
- Llibre XI: Orfeu, Mides, Alcíone i Ceix;
- Llibre XII: Ifigenia, centaures, Aquil·les;
- Llibre XIII: El Saqueig de Troia, Enees;
- Llibre XIV: Escil·la, Enees, Ròmul;
- Llibre XV: Pitàgores, Hipòlit, Asclepi, Cèsar.

## Traduccions, adaptacions i obres inspirades

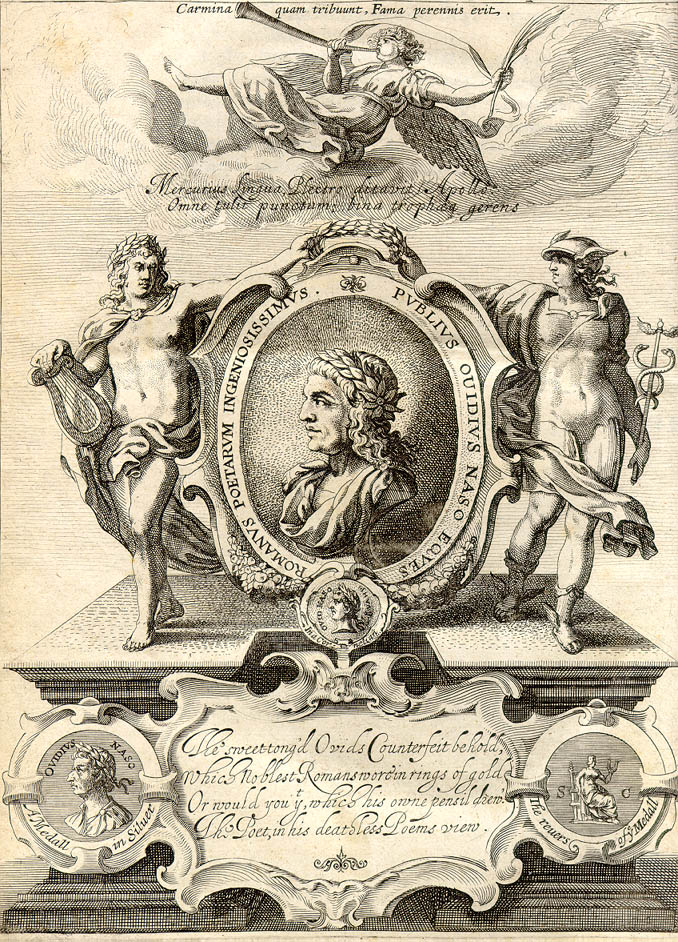
Edició anglesa de 1632

- El 1929 la Fundació Bernat Metge va publicar una edició crítica bilingüe llatí-català, traduïda per Adela Maria Trepat i Anna Maria Saavedra, va tenir una tercera reedició el 2011.[1]
- La traducció a l'anglès d'Arthur Golding de 1567 va ser sens dubte una de les grans influències del dramaturg William Shakespeare, com testimonien els paral·lels entre les històries de Romeu i Julieta i Píram i Tisbe (llibre IV), o l'obra Somni d'una nit d'estiu, en la qual un grup d'actors es reuneix per interpretar precisament la història de Píram i Tisbe. L'escena del rapte de Lavínia a seva sanguinària obra Titus Andrònic està inspirada en el rapte de Filomela per part de Tereu, i el text mateix de les Metamorfosis apareix dins de l'obra per permetre a Titus d'interpretar la història de la seva filla.
- Joan Roís de Corella, al segle xv, influït per aquesta obra en la redacció de les seves faules mitològiques.
- Góngora es va inspirar en aquesta obra per escriure una versió sobre la història Polifem
- L'Ase daurat parteix d'una transformació d'una persona en ase, el seu autor va incloure al subtítol la influència explícita (Metamorphoseon Libri XI) com també va fer Kafka al seu relat sobre Samsa, transformat en un insecte
- Alguns dels relats dels Contes de Canterbury provenen de l'obra d'Ovidi[2]
- En l'àmbit de les arts plàstiques, Les Metamorfosis constitueixen la principal font d'inspiració quant a iconografia i temàtiques mitològiques, molt especialment en l'art del Renaixement i el Barroc. Alguns exemples entre els molts que podrien esmentar-seː Velázquez se'n serveix en obres tan conegudes com Les filadores o La forja de Vulcà. Semblantment, van servir d'inspiració a Rubens per a les pintures representant les passions dels déus antics que va executar per a la Torre de la Parada, per encàrrec de Felip IV,. La prodigiosa escultura de Bernini Apol·lo i Dafne parteix així mateix d'un episodi de Les Metamorfosis tot i que, en tractar-se de l'encàrrec d'un cardenal, l'autor li dona un simbolisme d'acord amb la moral cristiana. El pintor venecià Ticià va crear entre 1553 i 1562 per encàrrec del rei Felip II d'Espanya una sèrie de sis pintures, anomenades les poesies, les quals representaven escenes de les Metamorfosis;[3] Claude Lorrain, Nicolas Poussin, Annibale Carracci o Antonio da Correggio són uns altres dels molts artistes que va recórrer sovint a les Metamorfosis com a font d'inspiració.
- En l'àmbit de la música, són molt nombroses les c omposicions (especialment òperes i cantates) que desenvolupen temes i faules recollides a Les Metamorfosis.

## Edicions catalanes
- Ovidi Naso, Publi; Trepat, Adela Maria; Saavedra, Anna Maria. Les metamorfosis (en llatí, català). vol. 40 de Col·lecció Bernat Metge.  Barcelona: Fundació Bernat Metge, Editorial Alpha i Institut Cambó, 1929, 2011 (tercera edició). ISBN 97884 7225 9652.
- Ovidi Nasó, Publi; Aguilera i Puentes, Ferran (trad.). Les Metamorfosis I-VI. volum 8 de L'Esparver clàssic.  La Magrana, 1998, p. 231. ISBN 9788474107654.
- Ovidi Nasó, Publi; Parramon, Jordi (trad.). Les Metamorfosis. volum 45 de la Biblioteca mínima.  Quaderns Crema, 1996, p. 429. ISBN 8477271585.
- OVIDI NASÓ, Publi: Les metamorfosis. Versió catalana del segle xv de Francesc Alegre (ed. Pere Bescós), Publications of eHumanista, Monographs in Humanities 21, Universitat de Califòrnia-Santa Bàrbara, 2019, p. 466.

## Altres projectes
- Text original complet a Viquitexts en llatí